# Jelmer Beulenkamp
Jelmer Beulenkamp (Utrecht, 16 november 1977) is een Nederlands voormalig langebaanschaatser. Hij werd in 1998 Nederlandse allroundkampioen op de langebaan, maar stapte in 2003 over op marathonschaatsen.

## Carrière
Beulenkamp volgde in 1998 Rintje Ritsma op als Nederlands kampioen schaatsen, waarbij hij Carl Verheijen en Jochem Uytdehaage voor bleef. Ook reed hij dat jaar een wereldrecord op de 3000 meter. Een jaar later kon hij zijn titel niet verdedigen, omdat hij nog niet voldoende was hersteld van een operatie aan zijn onderbuik. De Utrechter haalde zijn nationale titel bij de senioren nadat hij een jaar eerder het WK allround voor junioren won. 
Beulenkamp verruilde in 2003 het langebaanschaatsen voor het marathonschaatsen. Twee zevende plaatsen in het pak van het Regio Bank/MM Guide-team waren daarbij zijn beste prestaties. Kort na het behalen van zijn HEAO-diploma 'commerciële economie' aan de Randstad Topsport Academie verkoos De Utrechter in januari 2006 een maatschappelijke carrière boven het sporten. Hij stopte daarbij in overleg met zijn team per direct met schaatsen.

## Erelijst
- Nederlandse kampioen allround 1998
- NK-afstanden 1998: zilver op de 5000 meter, brons op de 10.000 meter
- NK-afstanden 1997: zilver op de 5000 meter, brons op de 10.000 meter
- Wereldkampioen allround junioren 1997
- Verbetering wereldrecord 3000 meter tot 3.52,67 (op 25 februari 1998, verbroken door Bart Veldkamp op 21 maart 1998).
- Zesde plaats eindklassement WK allround 1998

## Records

### Persoonlijke records
| Afstand      | Tijd     | Datum            | Baan       |
| ------------ | -------- | ---------------- | ---------- |
| 500 meter    | 36,98    | 20 maart 2002    | Calgary    |
| 1000 meter   | 1.12,50  | 23 maart 2002    | Calgary    |
| 1500 meter   | 1.47,57  | 22 maart 2002    | Calgary    |
| 3000 meter   | 3.46,68  | 21 maart 2002    | Calgary    |
| 5000 meter   | 6.32,19  | 28 december 2000 | Heerenveen |
| 10.000 meter | 13.53,86 | 30 december 2000 | Heerenveen |

### Wereldrecords
| Nr. | Afstand    | Tijd    | Datum            | Baan       |
| --- | ---------- | ------- | ---------------- | ---------- |
| 1.  | 3000 meter | 3.52,67 | 25 februari 1998 | Heerenveen |

### Wereldrecords laaglandbaan (officieus)
| Nr. | Afstand    | Tijd    | Datum            | Baan       |
| --- | ---------- | ------- | ---------------- | ---------- |
| 1.  | 3000 meter | 3.52,67 | 25 februari 1998 | Heerenveen |